# أرت ماديسون
أرت ماديسون (بالإنجليزية: Art Madison)‏ هو لاعب كرة قاعدة أمريكي، ولد في 14 يناير 1871 في كلارسبورغ في الولايات المتحدة، وتوفي في 27 يناير 1933 في نورث آدمز في الولايات المتحدة.

## وصلات خارجية
- أرت ماديسون على موقعبيزبول رفرنس.كوم (الدوري الرئيسي) (الإنجليزية)
- أرت ماديسون على موقعبيزبول رفرنس.كوم (الدوري الثانوي) (الإنجليزية)